# Tyler Arnason
Tyler Arnason (né le 16 mars 1979 à Oklahoma City aux États-Unis) est un joueur professionnel américain de hockey sur glace. Il possède également la nationalité canadienne. Il est le fils de Chuck Arnason, qui était également joueur de hockey sur glace.

## Carrière
Il commence sa carrière en 1997 avec les Ice Sharks de Fargo-Moorhead en USHL. Puis il passe trois saisons en NCAA avec les Huskies de St. Cloud State. Il est choisi en 1998 au cours du repêchage d'entrée dans la Ligue nationale de hockey par les Blackhawks de Chicago au 7e tour, en 183e position. En 2001, il passe professionnel et joue en Ligue américaine de hockey avec les Admirals de Norfolk. Il joue son premier match dans la LNH avec les Blackhawks de Chicago lors de la saison 2001-2002. Le 9 mars 2006, il est échangé aux Sénateurs d'Ottawa. Pour la saison 2006-07, il fait partie de l'alignement de Avalanche du Colorado en LNH.
Le 14 octobre 2010, il signe au HC Bienne en LNA. Le 11 novembre, il s'engage jusqu'à la fin de la saison 2010/2011 avec le club haut-valaisan du HC Viège, qui évolue en deuxième division suisse.

## Carrière internationale
Il représente les États-Unis au cours des compétitions suivantes :
- Championnat du monde de 2007.

## Statistiques
Pour les significations des abréviations, voir Statistiques du hockey sur glace.
| Saison     | Équipe                       | Ligue      |     | Saison régulière | Saison régulière | Saison régulière | Saison régulière | Saison régulière |   | Séries éliminatoires | Séries éliminatoires | Séries éliminatoires | Séries éliminatoires | Séries éliminatoires |
| Saison     | Équipe                       | Ligue      | PJ  | B                | A                | Pts              | Pun              | PJ               | B | A                    | Pts                  | Pun                  |                      |                      |
| 1997-1998  | Ice Sharks de Fargo-Moorhead | USHL       | 52  | 37               | 45               | 82               | 16               | 4                | 1 | 1                    | 2                    | 2                    |                      |                      |
| 1998-1999  | Huskies de St. Cloud         | NCAA       | 38  | 14               | 17               | 31               | 16               | -                | - | -                    | -                    | -                    |                      |                      |
| 1999-2000  | St. Cloud                    | NCAA       | 39  | 19               | 30               | 49               | 18               | -                | - | -                    | -                    | -                    |                      |                      |
| 2000-2001  | St. Cloud                    | NCAA       | 41  | 28               | 28               | 56               | 14               | -                | - | -                    | -                    | -                    |                      |                      |
| 2001-2002  | Admirals de Norfolk          | LAH        | 60  | 26               | 30               | 56               | 42               | -                | - | -                    | -                    | -                    |                      |                      |
| 2001-2002  | Blackhawks de Chicago        | LNH        | 21  | 3                | 1                | 4                | 4                | 3                | 0 | 0                    | 0                    | 0                    |                      |                      |
| 2002-2003  | Blackhawks de Chicago        | LNH        | 82  | 19               | 20               | 39               | 20               | -                | - | -                    | -                    | -                    |                      |                      |
| 2003-2004  | Blackhawks de Chicago        | LNH        | 82  | 22               | 33               | 55               | 16               | -                | - | -                    | -                    | -                    |                      |                      |
| 2004-2005  | Brynäs IF                    | Elitserien | 4   | 0                | 0                | 0                | 0                | -                | - | -                    | -                    | -                    |                      |                      |
| 2005-2006  | Blackhawks de Chicago        | LNH        | 60  | 13               | 28               | 41               | 40               | -                | - | -                    | -                    | -                    |                      |                      |
| 2005-2006  | Sénateurs d'Ottawa           | LNH        | 19  | 0                | 4                | 4                | 4                | -                | - | -                    | -                    | -                    |                      |                      |
| 2006-2007  | Avalanche du Colorado        | LNH        | 82  | 16               | 33               | 49               | 26               | -                | - | -                    | -                    | -                    |                      |                      |
| 2007-2008  | Avalanche du Colorado        | LNH        | 81  | 6                | 26               | 32               | 26               | 10               | 2 | 3                    | 5                    | 2                    |                      |                      |
| 2008-2009  | Avalanche du Colorado        | LNH        | 71  | 5                | 17               | 22               | 14               | -                | - | -                    | -                    | -                    |                      |                      |
| 2009-2010  | Wolf Pack de Hartford        | LAH        | 11  | 0                | 3                | 3                | 2                | -                | - | -                    | -                    | -                    |                      |                      |
| 2009-2010  | Dinamo Riga                  | KHL        | 26  | 4                | 7                | 11               | 6                | 3                | 0 | 0                    | 0                    | 2                    |                      |                      |
| 2010-2011  | HC Bienne                    | LNA        | 9   | 5                | 5                | 10               | 0                | -                | - | -                    | -                    | -                    |                      |                      |
| 2010-2011  | HC Viège                     | LNB        | 1   | 1                | 0                | 1                | 0                | -                | - | -                    | -                    | -                    |                      |                      |
| 2010-2011  | Espoo Blues                  | SM-liiga   | 8   | 0                | 4                | 4                | 0                | -                | - | -                    | -                    | -                    |                      |                      |
| 2011-2012  | Stars du Texas               | LAH        | 7   | 1                | 0                | 1                | 0                | -                | - | -                    | -                    | -                    |                      |                      |
| Totaux LNH | Totaux LNH                   | Totaux LNH | 487 | 88               | 157              | 245              | 140              | 13               | 2 | 3                    | 5                    | 2                    |                      |                      |

| Année | Équipe     | Compétition          |   | PJ | B | A | Pts | Pun      |  | Résultat |
| 2007  | États-Unis | Championnat du monde | 7 | 1  | 3 | 4 | 0   | 5e place |  |          |

## Trophées et honneurs personnels
- Rookie de l'Année en LHJM (1996-1997)
- Nommé dans la première équipe d'étoiles de la USHL (1997-1998)
- Nommé dans l'équipe WCHA All-Rookie (1998-1999)
- Nommé dans la deuxième équipe d'étoiles de la WCHA (1999-2000)
- Nommé dans l'équipe LAH All-Rookie (2001-2002)
- Trophée Dudley-« Red »-Garrett de la LAH  (2001-2002)
- Nommé dans l'équipe NHL All-Rookie (2002-2003)